# The Projector
The Projector曾是一家位於新加坡的獨立電影院。這家成立於2014年的電影院主要放映藝術電影，同時也播放主流電影，並且是舉辦現場活動（如單口喜劇表演）的場地。The Projector曾經在黃金大廈及烏節影城營運，亦曾於河滨坊和國泰大廈設點。它已於2025年8月19日結業。

## 歷史
The Projector 於2014年由Karen Tan、Sharon Tan以及Blaise Trigg-Smith透過旗下公司Pocket Projects創立。當時由Sharon Tan擔任總經理。
這個場地最早可追溯至1973年，當時以「黄金戲院」開幕，是當時新加坡及馬來西亞規模最大的電影院，僅一個影廳便能容納1,500人。1990年代，戲院被改裝為三個影廳。到了2014年，黄金戲院保留了最大的1,000座影廳，而The Projector則接管了其餘較小的影廳。
2019年，Sharon Tan離任，由Prashant Somosundram接任總經理。
在新冠疫情期間，因應新加坡的新防疫措施與艱難的營運環境，The Projector自2021年5月31日至6月13日暫停所有場地的營運。
2020年7月，The Projector推出了線上隨選串流平台Projector Plus。
2022年，隨著mm2娱乐停止經營國泰大廈的國泰戲院，The Projector自8月23日起進駐該場地，開設快閃電影院Projector X: Picturehouse。該場館共有四個影廳，其中包括原有的590座國泰大廳。快閃影院持續營運至2023年6月底。
2023年，The Projector宣布與Golden Village合作，在烏節影城開設聯營電影院Golden Village X The Projector，接手國泰戲院6月底撤出後的場地。新影院於同年12月正式開幕。
2025年5月3日新加坡大選投票日，The Projector舉辦了現場直播放映活動。
同年8月19日，The Projector宣布結束營運，並進入自願清盤程序。

## 營運地點

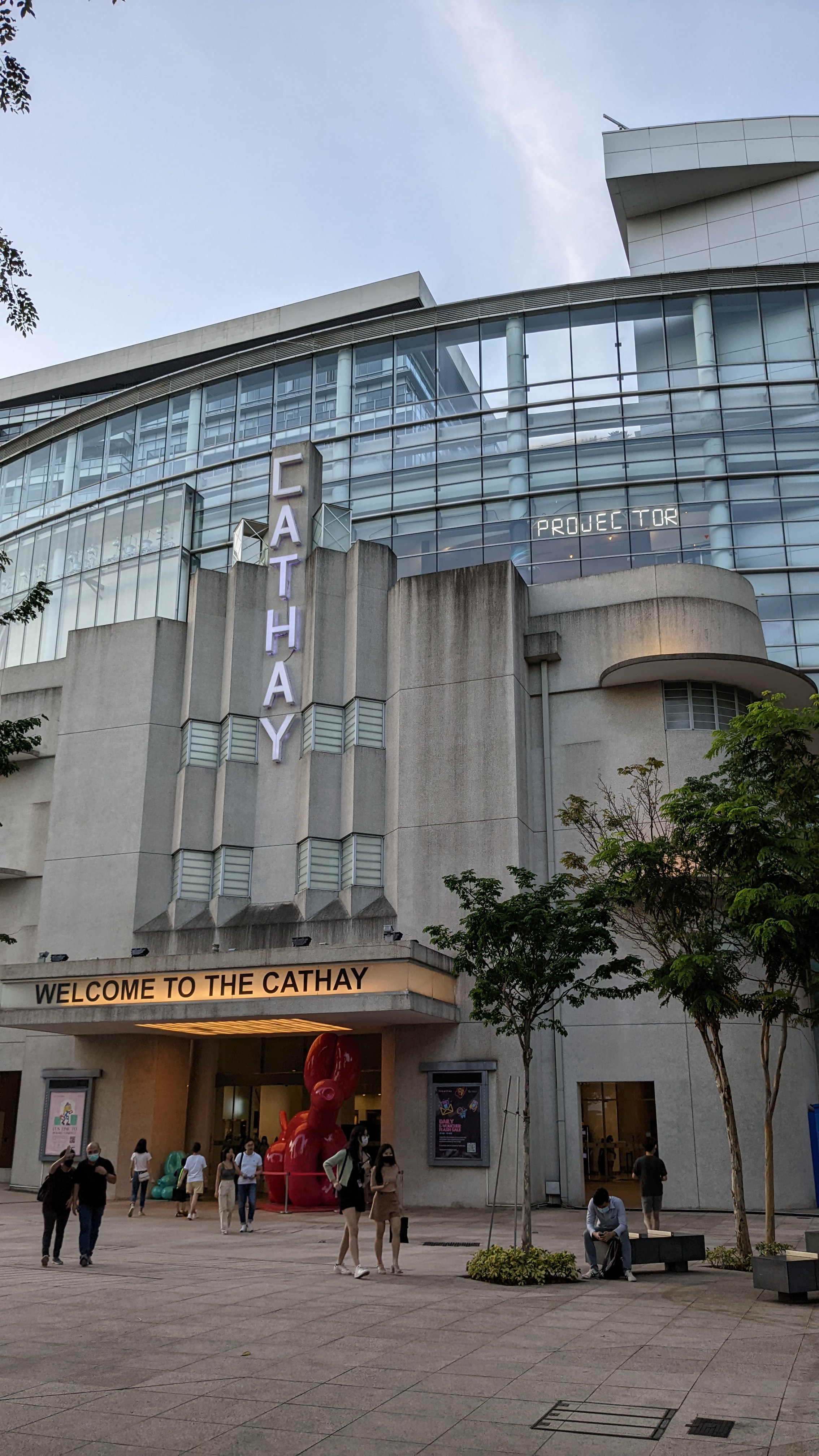
位於國泰大廈的Projector X: Picturehouse

### 黃金大廈
The Projector在黃金大廈的據點於2014年4月開幕。當時以眾籌平台Indiegogo發起募資，成功籌得55,000美元。館內共有三個影廳：Green Room可容納230人、Redrum可容納200人、Blue Room可容納100人，該場地原本是一座教堂，後來才改建為電影院。

### 河濱坊
The Projector在河濱坊的據點名為Projector X，於2021年4月30日開幕。場內僅有一個48座的影廳。該場地前身是一間華人夜總會，更衣室空間後來由馬克・奈爾（Marc Nair）改造成藝術裝置。在1990年代，這裡也曾被用作Studio City Cinemas。此據點屬於快閃電影院，並於2022年底結束營運。

### 國泰大廈
2022年8月23日，The Projector接管了國泰大廈原屬於國泰影院的四個影廳，其中包括可容納590人的Cathay Grand，並以快閃電影院Projector X: Picturehouse的名義營運。該據點於2023年6月底結束營運。

### 烏節影城
在烏節影城的國泰影院結束營運後，The Projector自2023年7月至12月於商場內經營了一間快閃咖啡館、一間酒吧，以及現場活動空間。同時，The Projector與Golden Village合作，在該處開設聯營電影院Golden Village x The Projector（GVxTP），接手原本的影院場地。該合作影院共設有六個影廳，其中三個由Golden Village經營，另外三個則由The Projector經營。新影院於2023年12月正式開幕。

## 外部鏈接
- 官方网站